# Josef II. z Nostic-Rokytnice
Josef II. hrabě z Nostic-Rokytnice (německy Joseph Graf von Nostitz-Rokitnitz; 5. prosince 1821 Praha – 16. října 1890 zámek Planá) byl český šlechtic z rokytnické linie Nosticů.

## Život
Narodil se v Praze jako syn hraběte Jana Václava (1791–1852) a jeho manželky Karoliny, rozené hraběnky z Clam-Gallasu (1798–1863).
Josef nastoupil vojenskou dráhu v císařské armádě, kde dosáhl hodnosti majora a zastával úřad c. k. komorníka. Angažoval se také v oblasti vědy, byl zvolen prezidentem Společnosti vlastenského museum v Čechách, předchůdce dnešního Národního muzea.
Jako majitel fideikomisu se 18. dubna 1861 stal dědičným členem rakouské Panské sněmovny. V letech 1861–1867, 1870–1872 a 1883–1889 byl poslancem v českém zemském sněmu, kde zasedal za Stranu konzervativního velkostatku.
Hrabě Josef Nostic byl také hlavou starší hraběcí rodové linie Nosticů z Rokytnice a vlastník svěřenských velkostatků v různých částech Českého království. Nejstarší rodový majetek mu patřil v Orlické Podhůří (Rokytnice v Orlických horách). Západočeský velkostatek Planá se statkem Kočov byl dědictvím po rodu Sinzendorfů. Po rodině své matky zdědil ve středních Čechách velkostatek Horky nad Jizerou. Všechny tři velkostatky měly rozlohu přibližně 7 500 hektarů půdy. Josefovým majetkem byl také palác v Praze na Novém Městě (Mikulandská 7), který ve druhé polovině 19. století prošel stavebními úpravami.
Zemřel na svém zámku v Plané roku 1890.

### Rodina
Dne 14. dubna 1849[zdroj?] se oženil s Ernestinou hraběnkou z Valdštejna-Wartenbergu (1829–1857), dcerou Kristiána Vincence z Valdštejna-Vartenberka. Z tohoto manželství se narodily dvě dcery a syn – Marie Anna Karolina (1853–1928) a Ernestina Karolina (1857–1930) a předčasně zemřelý syn Jan Nepomuk Karel (1854–1873). Dědičkou veškerého majetku se stala starší dcera Marie, která se provdala za Karla Nostice (1850–1911) z linie Nostic-Rieneck.

### Děti
- 1. Marie Anna Karolina (30. 4. 1853 Praha – 17. 10. 1928 Planá), po předčasné smrti svého bratra se stala dědičkou rodinného majetku, manž. 1874 Karel Ervín z Nostic-Rienecku (22. 6. 1850 Smečno – 2. 10. 1911 Planá)
- 2. Jan Nepomuk Karel (2. 9. 1854 – 13. 7. 1873)
- 3. Ernestina Karolina (30. 10. 1857 Praha – 7. 11. 1930 Františkovy Lázně), manž. 1878 hrabě Engelhard Dietrich z Wolkenstein-Trostburgu (14. 12. 1848 Teplice – 23. 2. 1922)